# Convention du 16 mai 1769
La convention du 16 mai 1769 est une convention entre le roi de France Louis XV et l'Impératrice-Reine Marie-Thérèse d'Autriche. Signée à Versailles, elle vise à supprimer des enclaves dans le royaume de France et dans les Pays-Bas autrichiens, elle met également fin à des revendications territoriales.

## Contenu
L'Impératrice-Reine est maintenue dans la souveraineté de la paroisse de Vezon et du hameau de Brasmenil, dépendant l'un et l'autre de la baronnie d'Antoing ; le Roi renonce aux prétentions qui ont été formées de sa part sur lesdits lieux de Vezon et de Brasmenil, ainsi que sur une partie de la bourgade d'Antoing ; y compris tout autres lieux quelconques qui, pendant le règne de Louis XIV, ont été détachés du Hainaut puis annexés et unis au Tournesis.
Le Roi cède à l'Impératrice-Reine les enclaves de la châtellenie de Lille qui sont situés dans le Hainaut sur la rive droite de l'Escaut, il lui cède également les enclaves de la même châtellenie qui sont dans le Tournesis ; y compris tous les petits enclavements étant potentiellement inconnus.
L'Impératrice-Reine renonce à ses droits et prétentions sur l'Escroëtte de Mortagne, pour autant que les terres qui la composent se trouvent situées entre les rivières de l'Escaut et de la Scarpe ; et généralement sur tous les lieux dépendants de la terre de Mortagne, entant qu'ils sont situés entre l'Escaut et la Scarpe ; et généralement la souveraineté sur tous les terrains adjacents à la Scarpe, jusqu'au point de son confluent avec l'Escaut.
Le Roi se désiste de ses prétentions et reconnait la souveraineté de l'Impératrice-Reine sur les localités ci-après faisant partie des dépendances de Mortagne : Flines, Sart, Rouillon, Rœux, Rodignies, Legies, Oursel.
Et généralement sur toutes les parties des appartenances ou dépendances de Mortagne, situées sur la rive droite de l'Escaut au-dessous de Wihers, et sur la rive gauche de ladite rivière, entant qu'elles sont situées plus bas que le point du confluent de l'Escaut avec la Scarpe.
Le milieu de la rivière de l'Escaut sera la séparation des deux dominations, depuis le ruisseau de Wihers, qui se jette dans l'Escaut au-dessus de Mortagne, jusqu'au confluent de cette rivière et de la Scarpe ; aucune des deux puissances ne pourra y établir des droits de péages sur les bateaux ou sur les marchandises dont ils seront chargés, jusqu'au dit confluent et cent toises au-dessus. Les deux puissances s'obligent de plus, à ne pas établir de forteresses de part ni d'autre sur cette partie de l'Escaut.
Tout ce qui est intérieur aux villages du Tournesis, désignés pour lui servir de frontière, dépendra de la domination et de la souveraineté de l'Impératrice-Reine, sans préjudice à la mouvance des seigneurs particuliers ; et de même tout ce qui est intérieur aux villages de la châtellenie de Lille, nommés pour lui servir de frontière, dépendra de la domination et souveraineté du Roi pareillement sans préjudice à la mouvance des seigneurs particuliers.
Le Roi déclare qu'il ne forme aucune prétention sur le petit terrain de la paroisse de Halluin qui est incorporé dans les fortifications de Menin ; et se désiste du droit de protection et autres, qui ont été prétendus de la part de la France sur l'Abbaye et terre de St. Hubert. 
Louis XV renonce à la revendication qui a été formée de la part de la France pour l'indépendance de la terre et seigneurie de Nassogne, ainsi que pour les terres et seigneuries de : Cugnon-Chassepierre, Bertrix, Muneau et Blaimont.
Tout ce qui est intérieur aux villages de la dépendance d'Ypres et de Warneton, désignés pour leur servir de frontière, dépendra de la domination et de la souveraineté de l'Impératrice-Reine, sans préjudice à la mouvance des seigneurs particuliers. Et de même tout ce qui est intérieur aux villages de la dépendance d'Armentieres et de Baillœul, nommés pour leur servir de frontière, dépendra désormais de la domination et souveraineté du Roi, pareillement sans préjudice à la mouvance des seigneurs particuliers.
L'Impératrice-Reine renonce à ses prétentions sur la forêt de Mormal et la cense de Loquignol ; elle cède au Roi ses droits et prétentions de souveraineté sur les terres et seigneuries de Revin, Fumay et Montigny-sur-Meuse.
L'Impératrice-Reine s'engage à abolir et à ne jamais rétablir ni à Nittel, ni ailleurs, les droits de péage, de haut-conduit et autres quelconques, que le Roi en sa qualité de duc de Lorraine, a perçus jusqu'alors à Nittel, sur les bateaux, ainsi que sur les denrées et marchandises qui se transportent par la Moselle.
Le Roi cède à l'Impératrice-Reine ses droits, prétentions et possessions situés sur la rive gauche du ruisseau de Frisange. Ce ruisseau servira de limites, depuis l'endroit où il sort du territoire de Frisange, jusqu'à celui où il entre dans le territoire de Ganderen ; et de ce point, en tirant jusqu'à la Moselle, la limite subsistera telle qu'elle est maintenant, de manière que Ganderen, Beyern et tout ce qui appartient actuellement en deçà de ladite limite à l'Impératrice-Reine, appartiendra désormais à la France. L'Impératrice-Reine renonce aussi à toutes prétentions sur les seigneuries que jusqu'ici la France a prétendu posséder à titre de dépendances de Thionville, du moment qu'elles sont situées sur la rive droite du ruisseau de Frisange, et de la limite marquée par l'article précédent.
Le Roi renonce à toutes prétentions sur la mairie de Remich et sur la justicerie de Grevenmacheren, y compris leurs appartenances, dépendances et annexes.
Les trois petits cantons, nommés le Bois-Jean, les Grands Quartiers Baudet et les Petits Quartiers Baudet, feront partie de la seigneurie de Boham et seront avec elle sous la souveraineté de l'Impératrice-Reine ; le Roi renonçant à toutes ses prétentions de souveraineté et autres sur lesdits trois cantons.
Le Roi abandonne ses revendications sur l'abbaye de Saint-Jean-Baptiste-au-Mont ayant son siège à Ypres ; l'Impératrice-Reine renonce à ses prétentions sur l'Abbaye de Cantimpré, le prieuré de Bellinghen continuera à en dépendre, excepté les religieux dudit Bellinghen.

## Localités cédées par la France

### En Allemagne

#### En Rhénanie-Palatinat
Nittel, Vocheren (en partie), Relingen (en partie), Wiese (en partie).

#### En Sarre
Nennig (en partie), Berg (le château de).

### En Belgique

#### En province de Flandre-Occidentale
Neuve-Eglise, Dranoutre, et une partie de la paroisse de Nieppe.

#### En province de Hainaut
- Sur la rive droite de l'Escaut : Pottes (en partie), Cavrinnes, Lenglé, Guisegnies, Velaines, Petrieux (le hameau de), Breuze (le fief de), Pont-à-Laye (le hameau de), Flines (le château de).
- Dans le Tournaisis : Esplechin (en partie), Florent (le hameau de), Guignies, Pecq, Estaimbourg, Baillœul, Blandain (en partie), Nechin (en partie), Lobel, Templeuve en Dossemez (en partie), Dottignies (en partie), Espain-Blaheries.

#### En province de Luxembourg
Battincourt, Aix-sur-Cloix, Aubange, Atus, Gerouville.

### Au Luxembourg
Holtzem, Pepingen, Krautem, Hesperange, Altzingen, Itzig, Hassel, Montfort ou Mutfort, Medingen avec Pleitringen (la cense de), Mensdorff, Dalem, Welfringen avec Reckingen (la cense de), Filsdorff, Altwies, Ellingen, Emeringen, Erpeldange ou Erpeldingen, Neunkirchen (l'église de), Bousse, Mondorff, Elvange ou Elvingen, Burmerange, Rodange, La Madelaine.

## Localités cédées par les Pays-Bas autrichiens

### Dans les Ardennes
Hayes (la cense des), Nemany ou Neufmanil.

### En Meurthe-et-Moselle
St. Jean devant Marville, Ham, Villers-le-Rond, Cons-la-Granville.

### En Meuse
Bazeille, Flassigny, Laval (le château de), Velonne, Ville-Cloye.

### En Moselle
- Cession de : Raville, Bennaye, Vaudoncourt, Helsdorff, Brouch, Halleringen, Bambidersdorff.
- Renoncement des droits et prétentions sur : Servigny, Plapecour, Bionville, Vitrange, Courcelles[Lequel ?], Remilly, Vitoncour, Bechy, Dapcour, Faux-en-Forêt (la cense de).

### Dans le Nord
Wazenne, Esquermes, Lezenne, Engrain, Marcq, Marquette en Barœul, Marquette-lez-Lille, Mouveaux, Camp (hameau de), Fournes, la Hamayde (Le fief Jean de), Buvry (le fief de), Antrœul, Sailly, Camphain, Wannehain, Bourghielles, Lis-lez-Lannoy, Toufflers, Leers, Thun, Maulde, Deulemont, la branche du Pont d'Estaire en Steinwerck, Oudenhem, Doulleu, Pont d'Estaire en Estaire, Robermez.